# Jeremy Stasiuk
Jeremy Stasiuk (Saskatoon, Saskatchewan, 1974. december 26. –) kanadai jégkorongozó.

## Pályafutása
Komolyabb junior karrierjét 1991–1992-ben kezdte a WHL-es Spokane Chiefsben és itt 1995-ig játszott. Legjobb szezonjában 50 pontot szerzett. Közben az 1993-as NHL-drafton a Dallas Stars kiválasztotta a 7. kör 165. helyén. A National Hockey League-ben sosem játszott. 1995–1996-ban az ECHL-ben szerepelt: Tallahassee Tiger Sharks, Erie Panthers, Dayton Bombers. A következő idényben az AHL-es Saint John Flamesben játszott 12 mérkőzést. Két év szünet után visszatért és a University of Saskatchewanon játszott három idényt. A 2000–2001-es szezon egy kis részét a CHL-es Columbus Cottonmouthsban töltötte. 2001–2008 között Európában játszott (német és holland liga).